# Fernando de la Cueva y Escobedo
Fernando de la Cueva y Escobedo (Talavera de la Reina de Toledo, Corona de España, 1569 – Cartago de Costa Rica, Imperio español, e/ marzo y mayo de 1599) era un noble y funcionario español que por doce años la Corona, luego de firmar la capitulación de conquista, lo nombrara como gobernador titular de Costa Rica en 1593, aunque recién ocupase el cargo desde 1595 hasta su fallecimiento. 

## Biografía
Fernando de la Cueva y Escobedo había nacido en el año 1569 en la ciudad de Talavera de la Reina del de Toledo. Fue hijo de Juan de la Cueva y de Inés de Escobedo. Su padre fue alcalde de minas de Honduras, alcalde mayor de Soconusco y alguacil mayor de Santiago de Guatemala.
Fue teniente de gobernador de Soconusco, cuando su padre era gobernador de esa provincia. Se casó en Santiago de Guatemala con Catalina Gutiérrez de Sotomayor, hija de Juan Gutiérrez, vecino de esa ciudad.
El 16 de diciembre de 1593 fue nombrado por el rey Felipe II como gobernador de Costa Rica por doce años, y suscribió una capitulación en la que se comprometía a realizar una serie de acciones tales como fundación de ciudades, introducción de ganados, entre otras gestiones. 
Tomó posesión de su cargo el 30 de marzo de 1595 y desde el inicio de su administración dio muestras de su temperamento venal, ya que admitió de su antecesor Gonzalo de Palma el obsequio de un esclavo negro para favorecerlo en su juicio de residencia. Además, no solamente no cumplió con nada de lo capitulado con la Corona, sino que pronto se hizo notar por sus abusos de poder, su poca probidad y su trato violento con los indígenas. 
A consecuencia de las muchas quejas y reclamos de los vecinos de Costa Rica, la Real Audiencia de Guatemala abrió un proceso en su contra por cargos de robo, estafa, cohecho, maltrato a los indígenas, rapto de mujeres y violación de correspondencia, y hubo de marchar a esa ciudad a defenderse, pero el juicio no parece haber dado resultado alguno, ya que se le reintegró a su cargo.
Finalmente Fernando de la Cueva y Escobedo falleció entre los meses de marzo y mayo de 1599 en la ciudad costarricense de Cartago.

## Opinión de historiadores
Al dejar tristes recuerdos entre los pobladores de la provincia los historiadores le agregaron los apelativos de "el Gobernador Calavera" y "el Gobernador Bellaco".